# Hundvåkøy
Hundvåko o Hundvåkøy es una isla del municipio de Austevoll en la provincia de Hordaland, Noruega. Se ubica al sudeste de la isla de Stora Kalsøy y al noroeste de Huftarøy. Hay conexiones por puentes entre esas islas.
Los pirncipales centros urbanos son las localidades de Austevollshella y Toranger. En el 2001 la isla tenía 554 habitantes.
A excepción de unos pequeños bosques, la isla es rocosa y estéril poblada por brezales. En ellos viven ovejas de raza Spælsau, introducidas en la era vikinga.